# Toyota Motor Europe
Toyota Motor Europe (TME) es la empresa regional de Toyota en Europa.

## Historia
Comenzó a vender coches en Europa bajo un acuerdo de distribuidor oficial en 1963.
TME supervisa las ventas mayoristas y marketing de los vehículos, piezas y accesorios de Toyota y Lexus, y las operaciones europeas de Toyota de fabricación e ingeniería. Toyota directamente e indirectamente emplea alrededor de 80.000 personas en Europa y ha invertido más de 7.000 millones de euros desde 1990. Las operaciones de Toyota en Europa están respaldadas por una red de 31 empresas nacionales de marketing y ventas en 56 países, un total de unos 3.000 puntos de venta y nueve plantas de fabricación